# Барельеф

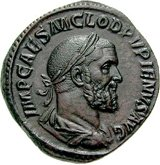
Римский сестерций. 238 год н. э.

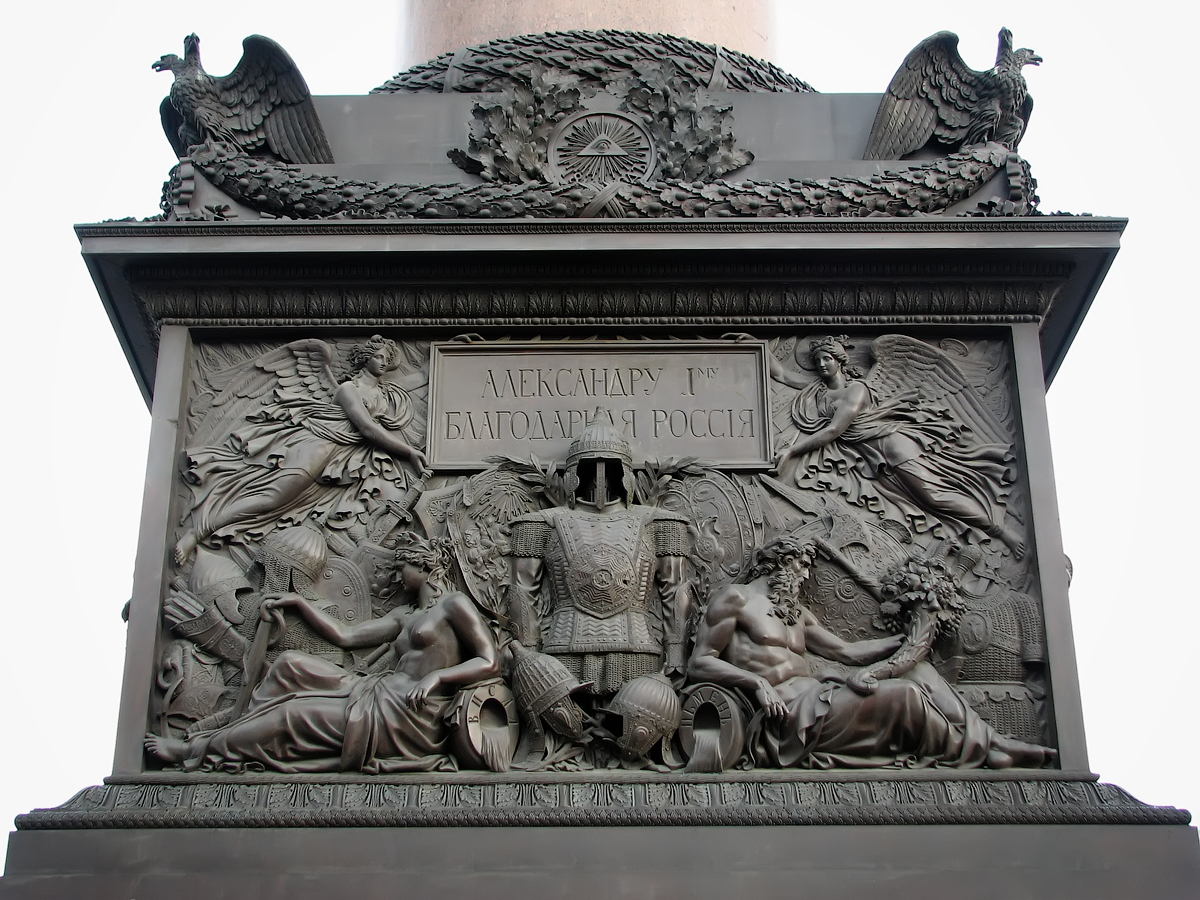
Барельеф пьедестала Александровской колонны в Санкт-Петербурге

Барелье́ф (фр. bas-relief — низкий рельеф) — вид рельефной скульптуры, в котором изображение выступает над плоскостью фона не более, чем на половину своего объёма. Высокий рельеф называется горельефом, углублённый — контррельефом.
В классическом рельефе «выступающие и заглублённые части изображения как бы сдавлены, ограничены двумя фронтально расположенными плоскостями. Глубинные измерения пропорционально сокращаются, форма уплощена, и мастерство художника заключается в том, чтобы в столь сжатых планах передать ощущение глубины. При этом общая фронтальность изображения (которая обусловлена двумя воображаемыми плоскостями переднего и дальнего планов) позволяет органично сочетать рельеф с архитектурой, чем и объясняется его долгая жизнь в истории искусства».
«Принцип рельефа» и методику создания рельефного изображения образно разъяснял скульптор и выдающийся теоретик искусства А. фон Гильдебранд в знаменитой книге «Проблема формы в изобразительном искусстве». Он писал: «Представим себе две стоящие параллельно стеклянные стены и между ними фигуру, положение которой параллельно стенам и таково, что её крайние точки их касаются… Фигура, если смотреть на неё спереди сквозь стеклянную стену, объединяется… в едином плоскостном слое… Её крайние точки, касаясь стеклянных стен, представляются, даже если эти стены мысленно отбросить, лежащими на общей плоскости». Этот способ является универсальным, писал Гильдебранд, для всех видов «зрительных искусств», он становится как бы необходимым условием художественного восприятия формы и пространства, но этот способ, одновременно, «есть не что иное, как господствующее в греческом искусстве представление рельефа… И ценность художественного произведения определяется степенью, в какой это единство достигнуто».
Барельеф известен в истории искусства с глубокой древности, но классическую форму приобретает в античном искусстве, что связано с интенсивным развитием архитектурной композиции. Барельеф «прекрасно согласуется с плоскостью стены и полем заданного формата. Это хорошо чувствовали древние греки. Поэтому барельеф — классическая форма изображения в античном искусстве».
В классической архитектуре барельефы, как и горельефы, и круглые фигуры, чаще сосредоточивали в верхней части здания: на метопах дорического ордера, сплошной ленте фриза ионического ордера, в тимпанах фронтонов.
Барельефы также размещали на постаментах памятников, пилонах, на надгробных стелах и иных монументах. К искусству барельефа относят изображения на монетах и медалях, резных камнях — геммах (камеях; изображения на инталиях являются контррельефными).
В истории искусства особенно знамениты рельефы «Трона Людовизи» (460—450 гг. до н. э.), метоп храма Зевса в Олимпии, фриза Парфенона на Афинском Акрополе.
Благодаря творчеству итальянского скульптора эпохи Возрождения Донателло тончайшая пластика низкого рельефа получила специальное обозначение тосканским термином «стиаччато» (итал. stiacciato), то есть «сплющенный или сдавленный рельеф» (при этом имеется ввиду тонкая проработка формы).
Барельефы распространены не только в монументально-декоративном, но и в декоративно-прикладном искусстве, в частности, в искусстве керамики, например в антикизирующих вазах фабрики Джозайи Веджвуда.

## Галерея

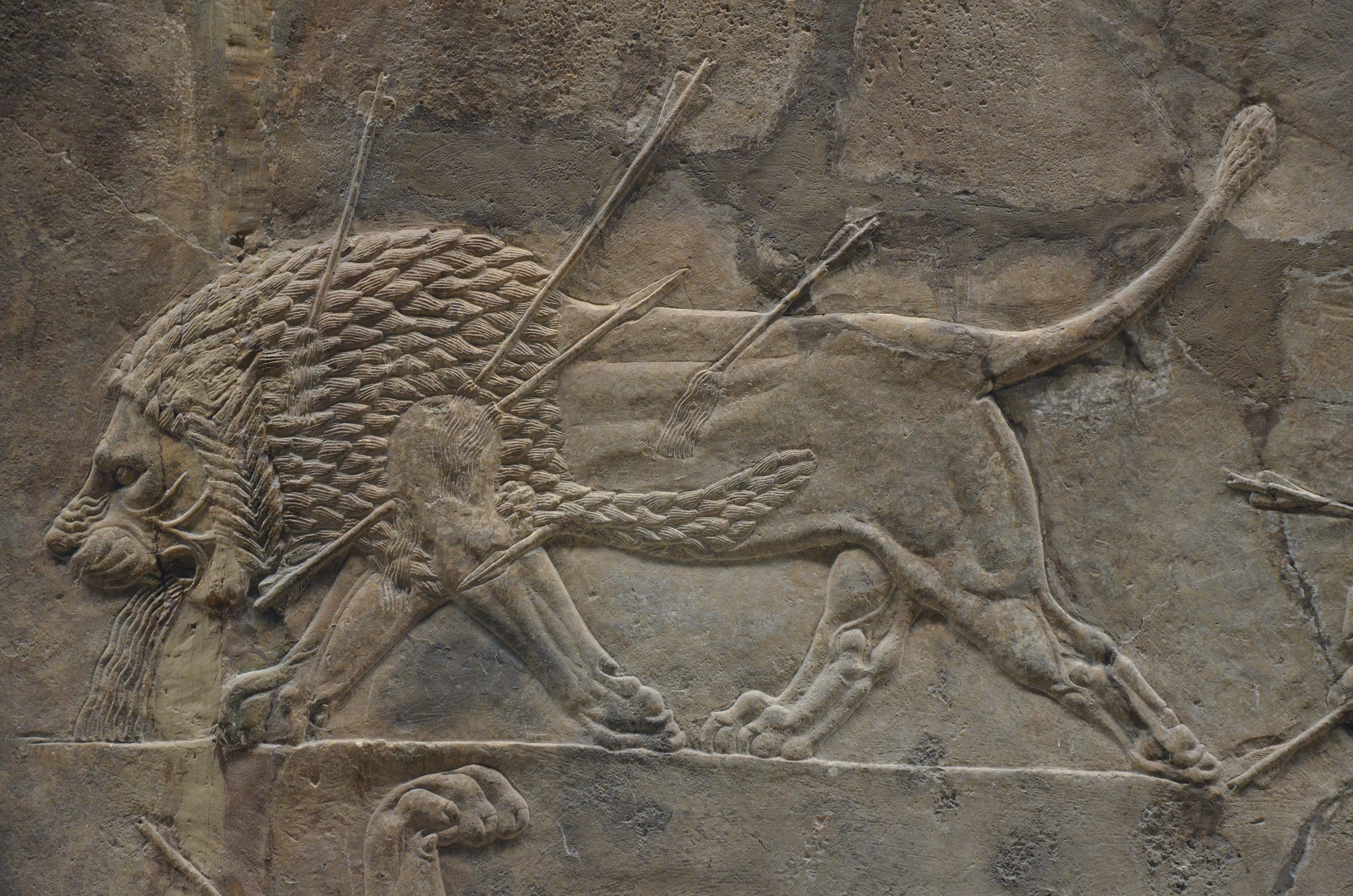
Львиная охота Ашшурбанипала. Рельеф из дворца царя Ашшурбанапала в Ниневии. 645—635 гг. до н. э.
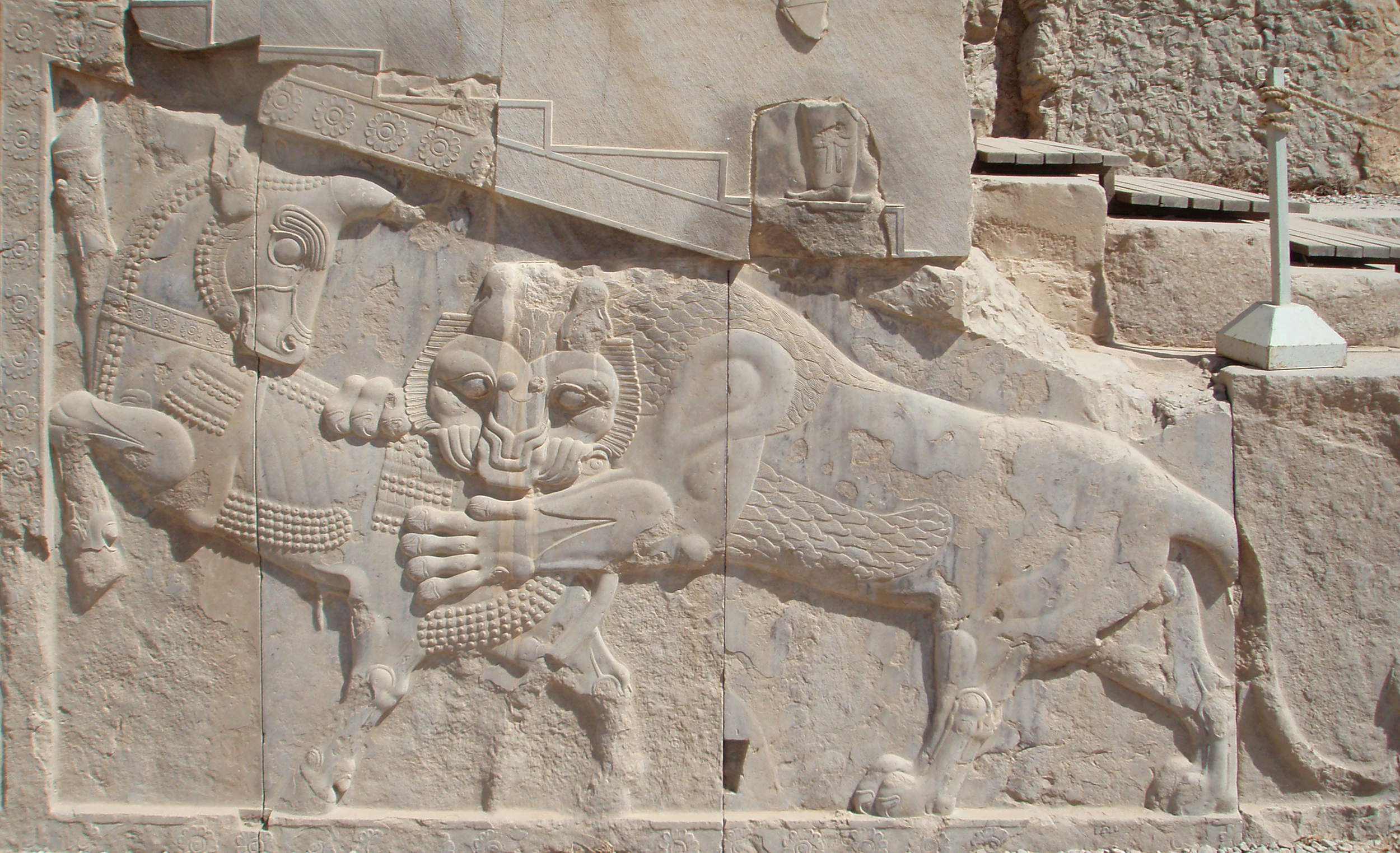
Лев, терзающий быка (символ весеннего равноденствия: силы быка, олицетворяющего Землю, и льва, олицетворяющего Солнце, равны). Рельеф царской лестницы в Персеполе. Персия. Начало V в. до н. э.
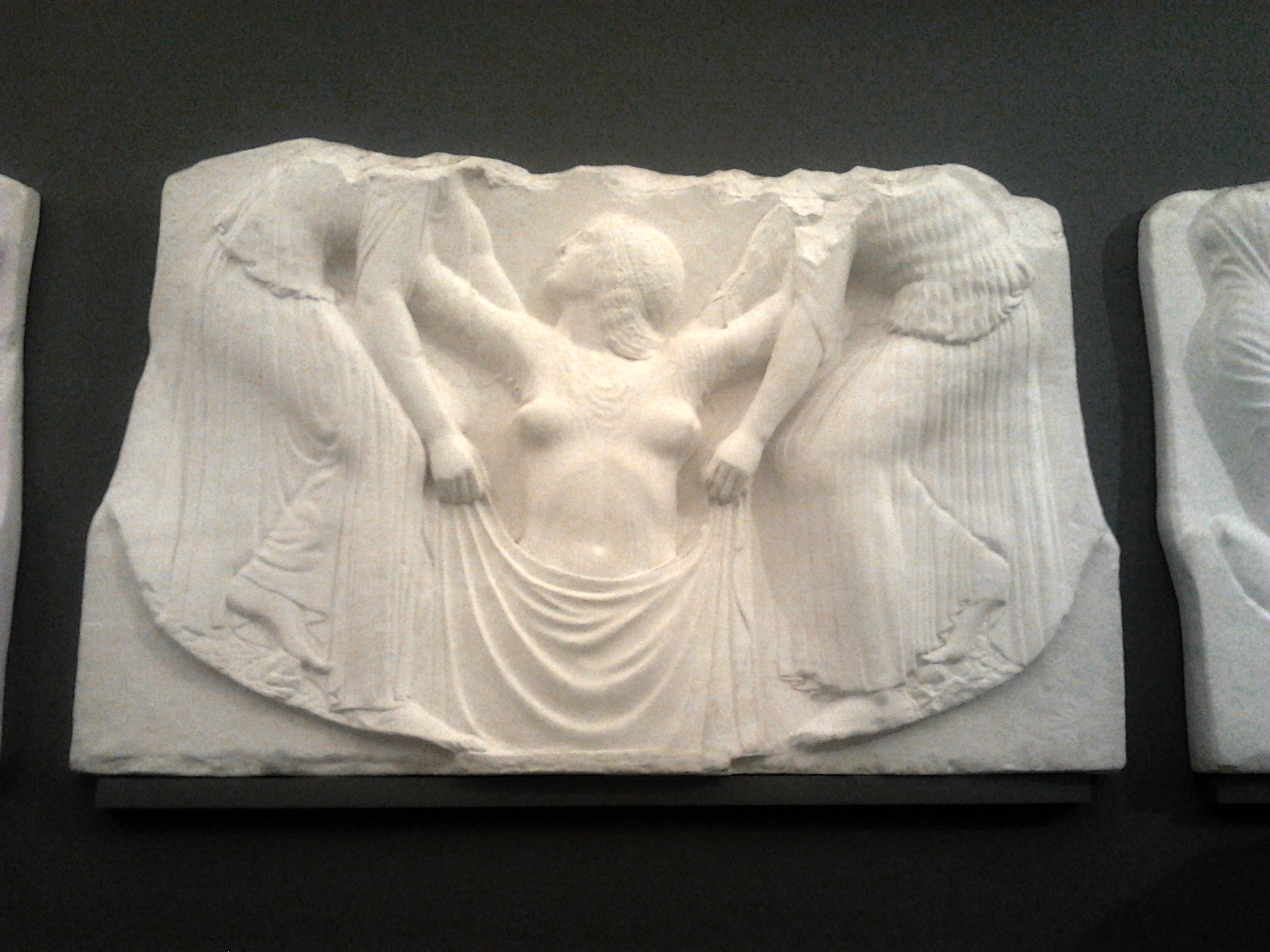
Рождение Афродиты. Барельеф центральной части «Трона Людовизи». 460—450 гг. до н. э.
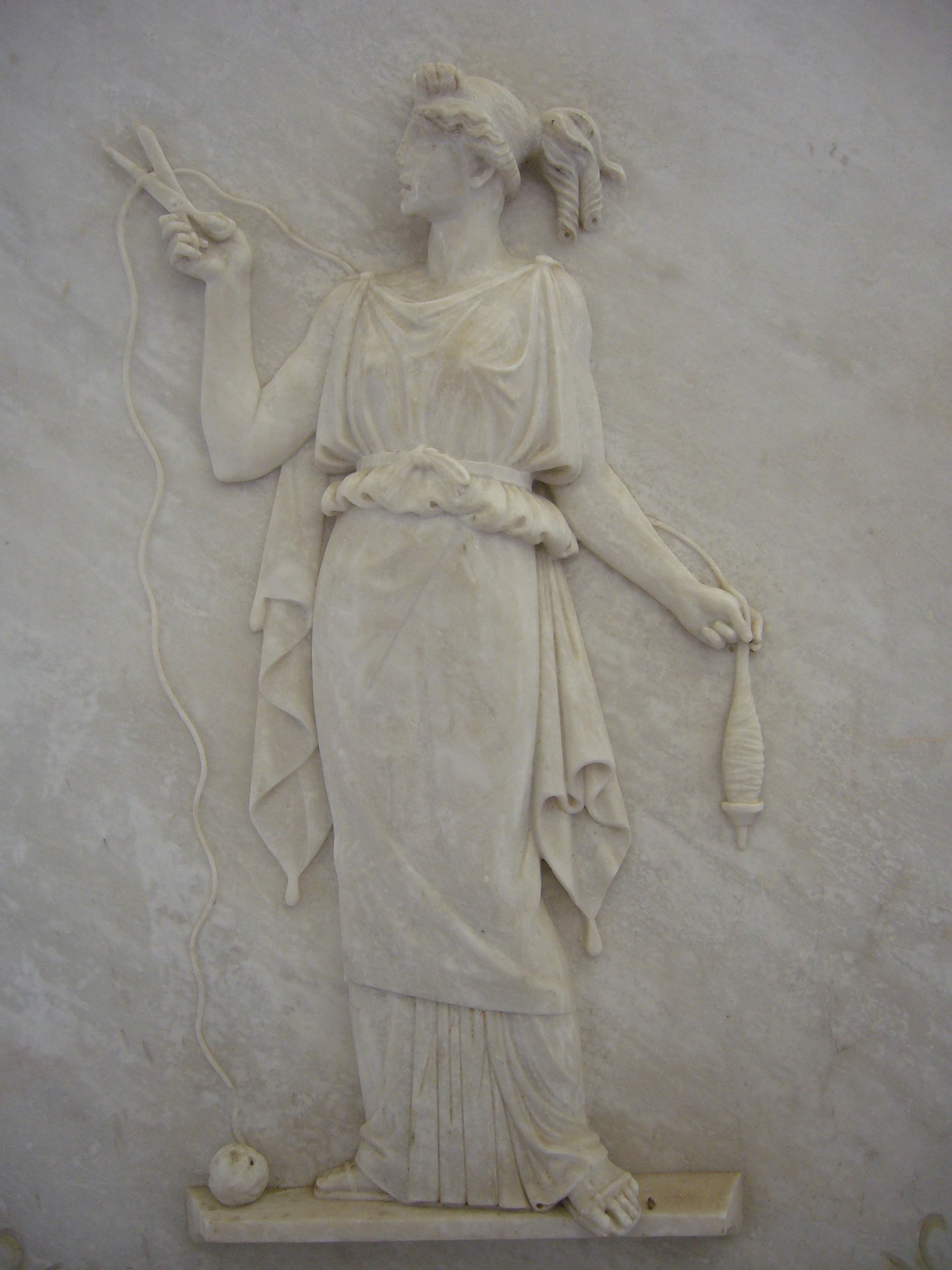
Атропос перерезает нить жизни. Древнегреческий барельеф
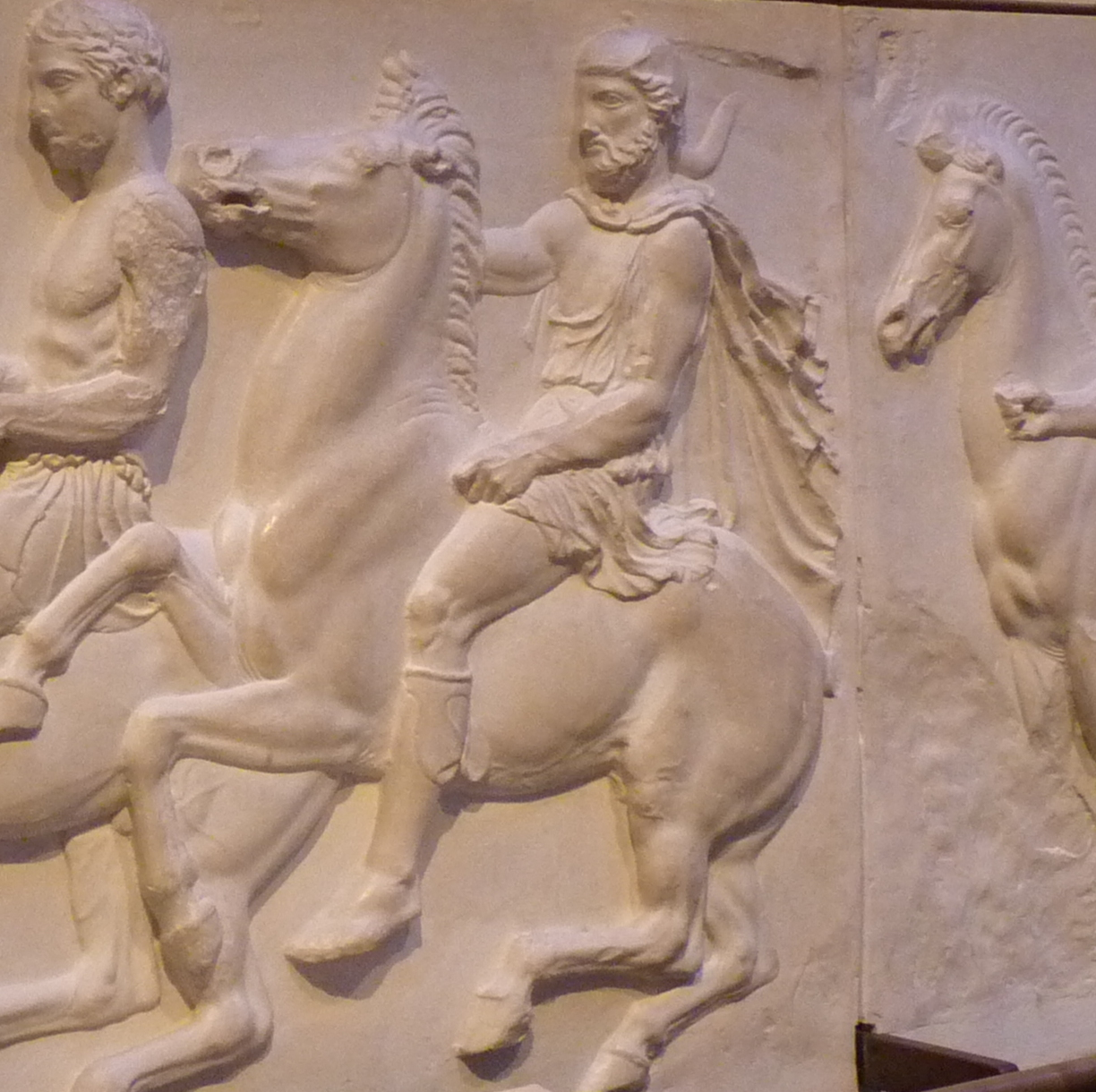
Афинские всадники. Деталь фриза Парфенона. 438—432 гг. до н. э. Мрамор
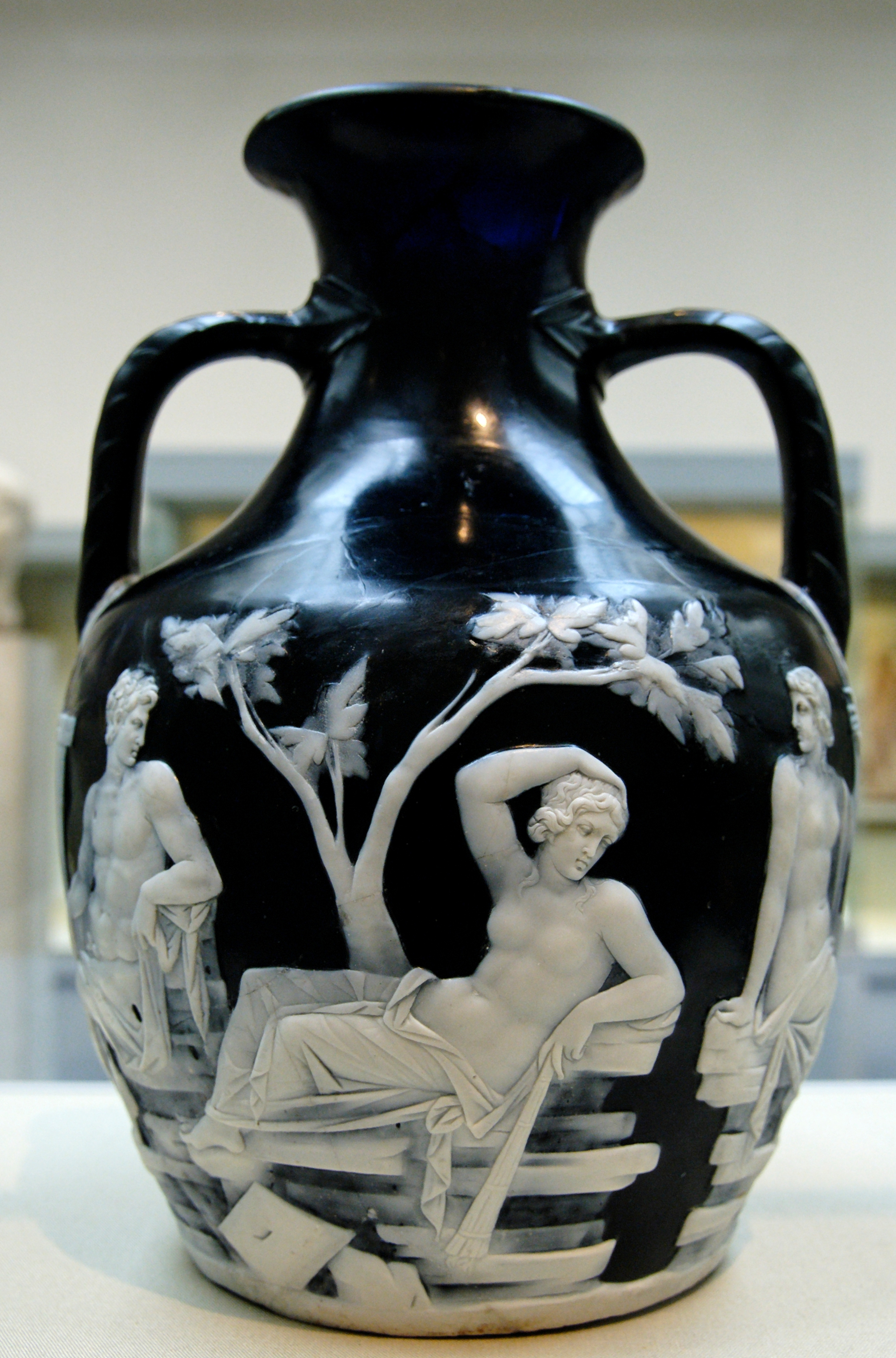
Портлендская ваза. Стекло, шлифование. Нач. I в. н. э.
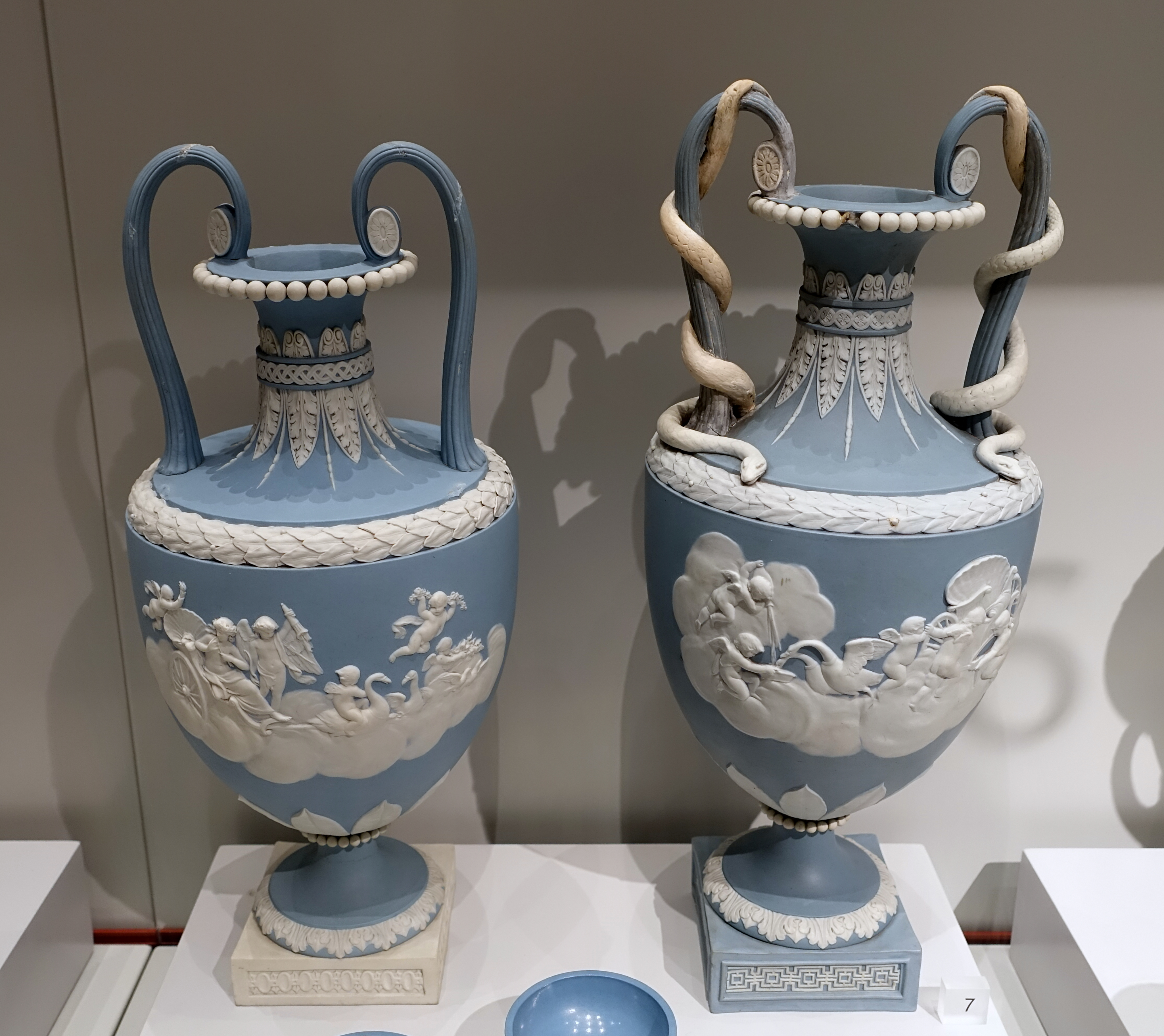
Вазы с изображением Венеры в колеснице (по Шарлю Лебрену). 1786—1790. Глино-каменные массы. Мануфактура Дж. Веджвуда «Этрурия», Стаффордшир, Англия